# Louis-Aristide-Alexandre Hurault
Louis-Aristide-Alexandre Hurault, francoski general, * 1886, † 1973.